# Michal Daněk
Michal Daněk (Plzeň, 6 luglio 1983) è un calciatore ceco, portiere del TJ Repiste.

## Carriera
Nel 2002 entra nella rosa del Football Club Baník Ostrava. In questa squadra vince un campionato ceco nel 2004, senza mai scendere in campo in tre stagioni consecutive. Il 2005 lo passa metà stagione in prestito all'SK Kladno è l'altra metà sempre in prestito al FK Chmel Blšany dove in entrambi i casi trova un ruolo da titolare. Nel 2006 il Viktoria Plzen lo acquista dal Football Club Baník Ostrava.
Nel 2008 va in prestito in Inghilterra al West Bromwich Albion Football Club, dove non trova spazio e ritorna in patria nella squadra della sua città. Rimane al Viktoria Pizen fino al 2010 giocando molti incontri.
Nel 2010 ritorna al Banik Ostrava dove, a differenza delle stagioni passate, gioca da titolare.

## Palmarès

### Club

#### Competizioni nazionali
- Campionato ceco: 1

Baník Ostrava: 2003-2004